# Lynch.
lynch. — японський рок-гурт, заснований в місті Наґоя 2004 року. Гурт є представником жанру Nagoya kei. Концепція гурту: «об'єднати важку музику з красивими мелодіями». 11 жовтня 2007 року lynch. підписали контракт з європейським лейблом CLJ Records, який продюсує японську рок-музику за межами Японії. Станом на 2023 рік, гурт випустив 12 альбомів, 3 EP и 14 синглів. 

## Історія
Гурт lynch. був створений у 2004 році, коли Рео (ex-GULLET) об'єднався з Хадзукі (ex-Deathgaze) і Асанао в Нагої, Японія. Разом з Юкіно (ex-Deadman) як сапорт-басистом вони випустили свій перший альбом на лейблі Marginal Works і гастролювали по всій країні. У 2006 році до групи приєднався Юске як другий гітарист.
11 жовтня 2007 року гурт підписав контракт з CLJ Records, європейським звукозаписним лейблом, який займається випуском японських рок-виконавців за кордоном. У 2012 році lynch. підписали контракт з Okami Records, європейським звукозаписним лейблом, який випускає найпомітніших представників японської музичної сцени, окрім Visual Kei. Відтоді їхня музика доступна по всьому світу.
У 2009 році lynch. вирушив у тур разом з heidi. та Sadie. 27 травня 2009 року вони оголосили на своєму офіційному сайті про вихід свого четвертого повноформатного альбому «Shadows», який вийшов 8 липня 2009 року.
У липні 2010 року гурт оголосив про приєднання до мейджор-лейблу, хоча його назву не було зазначено. Одночасно з підписанням контракту з великим лейблом гурт розпочав тур під назвою «THE JUDGMENT DAYS» на своєму незалежному лейблі у вересні 2010 року. Хадзукі не брав участі в турі через діагноз «гострий фарингіт і ларингіт, супроводжується набряком голосових зв'язок». Гурт продовжив турне без Хадзукі та повернув гроші за квитки там, де його не було. На фінальному концерті туру 19 грудня Акінорі, який до того часу був сапорт-басистом, став офіційним басистом lynch. 
У червні 2011 року альбом «I BELIEVE IN ME» став першим релізом гурту на новому великому звукозаписному лейблі King Records.
У грудні 2013 року lynch. вирушив у свій перший концертний тур Zepp у Токіо, Нагоя та Осака. У лютому 2014 року був створений офіційний фан-клуб lynch. «SHADOWS».
У листопаді 2016 року басист Акінорі був заарештований за зберігання марихуани та згодом вирішив покинути гурт. Після його рішення 20 грудня гурт негайно припинив роботу. EP «Sinners» був випущений у травні 2017 року за участю запрошених басистів, зокрема J, Yukke (Mucc) та Yoshihiro Yasui (Outrage). Гурт зробив кавер на «XXX for You» D'erlanger для триб'ютного альбому D'erlanger ~Stairway to Heaven~ у вересні.
На їх 13-му ювілейному виступі 31 березня 2018 року Акінорі воз'єднався з гуртом на сцені. Згодом вони перезаписали бас для всіх треків з EP SINNERS і синглу BLØOD THIRSTY CREATURE з Акінорі та випустили EP SINNERS -no one can fake my blood- 25 квітня 2018 року. 11 липня 2018 року вони випустили альбом під назвою XIII на честь свого 13-річчя.
У розпал пандемії COVID-19 у 2020 році lynch. провів благодійну кампанію для музичних закладів Японії з синглом «Overcome the Virus». Гроші, зібрані від синглу, близько 11 мільйонів єн, були передані 149 закладам. У грудні 2021 року гурт оголосив, що призупинить діяльність після концерту з нагоди 17-ї річниці 31 грудня в Zepp Nagoya. За винятком барабанщика Асанао, усі учасники продовжили виступати в інших гуртах: вокаліст Хадзукі відновив свою сольну діяльність, гітарист Рео відновив свою стару групу kein, гітарист Юске продовжив грати зі своєю іншою групою Ken-Ko, а басист Акінорі створив Vivace.
1 вересня 2022 року гурт оголосив про своє повернення концертом у Nippon Budokan 23 листопада.

## Склад
- Хадзукі (яп. 葉月) — вокал (2004–нині), бас-гітара (лише в студії, 2004–2010, 2017)
- Рео (яп. 玲央) — гітара (2004–нині)
- Юске (яп. 悠介) — ритм-гітара, бек-вокал (2006–нині)
- Асанао (яп. 晁直) — барабани (2004–нині)
- Акінорі (яп. 明徳) — бас-гітара, бек-вокал (2010-2016, 2018–нині)

### Колишні учасники
- Юкіно (яп. ゆきの) — бас-гітара (сапорт, 2004–2006, 2017)
- Хікару (яп. 光輝) — бас-гітара (сапорт, 2006–2007)
- Дзюндзі (яп. 淳児) — бас-гітара (сапорт, 2007–2010)
- Рьо – бас-гітара (сапорт, 2017)
- Хітокі – бас-гітара (сапорт, 2017)
- Нацукі – бас-гітара (сапорт, 2017)

## Дискографія

### Альбоми
- Greedy Dead Souls  (20 квітня 2005)
- The Avoided Sun  (25 квітня 2007)
- The Buried  (7 листопада 2007)
- Shadows  (8 липня 2009)
- I Belive In Me  (1 червня 2011)
- Inferiority Complex  (27 червня 2012)
- GALLOWS (9 квітня 2014 року)
- D.A.R.K. -In the name of evil- (7 жовтня 2015)
- IMMORTALITY (2016.06.15)
- AVANTGARDE (2018.04.25)
- SINNERS -no one can fake my bløod- (2018.04.25)
- Xlll (2018.07.11)
- ULTIMA (2020.03.18)
- Reborn (1 березня 2023)

### EP
- Underneath the Skin  (16 листопада 2005)
- EXODUS-EP  (14 серпня 2013)
- SINNERS-EP (2017.05.31)
- Sinners: No One Can Fake My Blood (25 квітня 2018)

### Сингли
- «Enemy» (13 грудня 2006)
- «Roaring in the Dark» (15 листопада 2006)
- «A Grateful Shit» (20 липня 2006)
- «Forgiven» (17 січня 2007)
- «Adore» (2 квітня 2008)
- «Ambivalent Ideal» (15 жовтня 2008)
- «A Gleam in Eye» (28 квітня 2010)
- «JUDGEMENT» (22 вересня 2010)
- «MIRRORS» (9 листопада 2011)
- «LIGHTING» (24 жовтня 2012)
- «Ballad» (2 лютого 2013)
- «ANATHEMA» (13 липня 2013)
- «EVOKE» (5 серпня 2015)
- «ETERNITY» (2 вересня 2015)
- «BLØOD THIRSTY CREATURE» (2017.11.08)
- "Creature" (11.11.2017)
- "Xero" (18.03. 2020)
- "Allive" (digital single, 23.12. 2020)

### Відеографія
- «Official Bootleg» (23 лютого 2008)
- «Official Bootleg II»
- «Official Bootleg III»
- «Il inferno» (8 лютого 2012)
- «To the gallows» — Absolute Xandu — (10 вересня 2014 року)
- The Decade of Greed (13 січня 2016)
- Immortality (15 червня 2016)
- The Five Blackest Crows (8 серпня 2018)

## Концертні записи
- "Toward The Avoided Sunrise Final Live @ Shibuya 0-West" (1 березня 2008)
- "The Diffusing Ideal Live @ Liquid Room" (24 жовтня 2008)
- "The Shadow Impulse Final Live @ Akasaka Blitz" (6 вересня 2009)
- "The Belief in Myself Final: Il inferno" (8 лютого 2012)
- "TOUR'14「TO THE GALLOWS」-ABSOLUTE XANADU-04．23 SHIBUYA-AX(通常版)" (10 вересня 2014)
- "HALL TOUR'15「THE DECADE OF GREED」-05.08 SHIBUYA KOKAIDO-" (13 січня 2016)
- "IMMORTALITY" (15 червня 2016)
- "13th ANNIVERSARY -XIII GALLOWS- [THE FIVE BLACKEST CROWS] 18.03.11 MAKUHARI MESSE" (8 серпня 2018)